# Veronica luetkeana
Veronica luetkeana là một loài thực vật có hoa trong họ Mã đề. Loài này được Rupr. miêu tả khoa học đầu tiên.